# Här kommer den nya tiden
"Här kommer den nya tiden" är en sång av Tomas Ledin från 1990. Den finns med på hans trettonde studioalbum Tillfälligheternas spel (1990), men utgavs också som singel samma år.
Låten spelades in i Polar Studios med Lasse Anderson och Tomas Ledin som producenter. Singeln gavs ut som en 7"-singel där låten fanns med i två remixversioner. Singeln nådde ingen listplacering.
"Här kommer den nya tiden" finns även med på samlingsalbumet Festen har börjat (2001) och liveskivan I sommarnattens ljus (2003),

## Låtlista
1. "Här kommer den nya tiden" (vinterversion) – 3:28
2. "Här kommer den nya tiden" (Soul Remix) – 3:39

### Fotnoter
1. 1 2 3  ”Tomas Ledin”. Svensk mediedatabas. http://smdb.kb.se/catalog/search?q=Tomas+Ledin&x=0&y=0. Läst 17 januari 2013.
2. ↑  ”Här kommer den nya tiden”. Hitparad. http://swedishcharts.com/showitem.asp?interpret=Tomas+Ledin&titel=H%E4r+kommer+den+nya+tiden&cat=s. Läst 17 januari 2013.